# وحدة التكاليف
تعرف وحدة التكاليف (Cost Unit)، بأنها كمية معينة من المنتوج كمثل سلعة أو خدمة أو فترة زمنية والتي يتم أختيارها لقياس كلفة البضاعة، وتتكون عادة من وحدات إنتاج (كطن حبوب)، أو وحدات خدمة (كساعات الخدمة الأستشارية).
ويعتمد تحديد وحدة التكاليف على طبيعة المنتوج ووحدة المبيعات وطرق الإنتاج ووسائلها.

## اقرأ أيضًا
- تكلفة التخفيض الحدي
- التكلفة الكلية
- التكلفة المتوسطة
- تكلفة ثابتة
- تكلفة متغيرة
- نظرية الإنتاجية الحدية للعمل